# 량주 문화

량주 문화의 범위

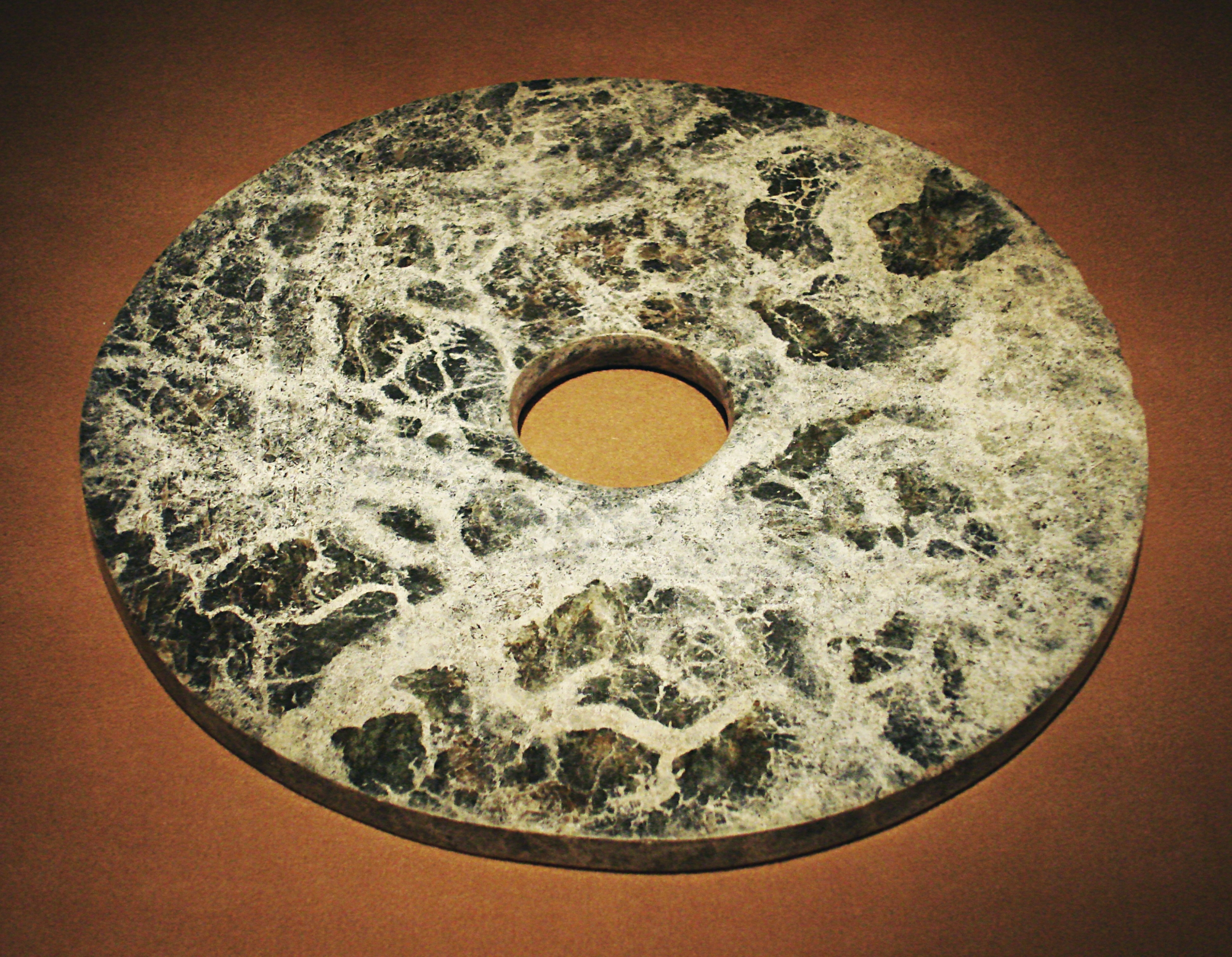
량주 문화 시대의 옥벽

량주 문화(중국어: 良渚文化, 병음: liángzhǔ wénhuà, 기원전 3400년경-기원전 2250년경)는 중국의 장강 문명 하나로, 저장성 항저우시에 위치한 량주 유적에서 발견된 신석기 시대의 문화이다.

## 개요
1936년 저장성의 항저우시 량주 유적에서 발굴되었다. 송저 문화(崧沢文化) 등을 계승하고 있어, 황하 문명의 산둥 룽산 문화(龍山文化)와의 관련도 지적되고 있다. 기둥형(柱形), 송솟형(錐形), 삼차형(三叉形) 등 다양한 옥기의 외, 비단 등도 출토되었다. 분업이나 계층화가 진행되고 있었던 것이, 순장을 시킨 무덤 등에서 알 수 있다.
최근의 장강 문명에 대한 연구가 진전됨에 따라 량주 문화는 하나라나 은나라 왕조에 비교 되고 있다.
또, 황제의 삼묘정복(三苗征服) 전설을 황하 유역의 중원 부계 집단의 룽산 문화에 의한 삼묘(먀오족) 정복의 흔적으로 간주하며, 황하 문명과 장강 문명의 세력 다툼을 그린 것으로 하는 견해도 있다.
량주 문화는 벼농사를 하며, 도시 문명을 형성하고 있었다. 1000년 정도의 번영을 거치고, 홍수로 인해 이 문화는 붕괴되었다. 량주 문화 집단의 일부는 북쪽으로 올라가서, 황하 중류 지역에서 하 왕조를 일으켰다. 이윽고 하 왕조는 지배하에 있던 동이족의 후취(后翠) 부족에 의해 전복된다. 하 왕조의 유족의 일부는 북서쪽으로 피해, 쓰촨 분지로 이주하여, 삼성퇴 문화를 이룩하였다고 한다.

## 같이 보기
- 중국의 신석기 문화 목록
- 장강 문명
- 황하 문명
- 송저 문화
- 룽산 문화
- 삼성퇴 문화
- 중국의 신석기 시대 그림 문자